# 伊藤万理華
伊藤 万理華（いとう まりか、1996年〈平成8年〉2月20日 - ）は、日本の女優であり、女性アイドルグループ乃木坂46の元メンバーである。大阪府生まれ、神奈川県出身。乃木坂46合同会社所属。

## 来歴
4歳の時、バレエを始める。小学2年生まで大阪府吹田市に住んでいたが、神奈川県に転居後も引き続きバレエを習った。小学生時代はダンス部の部長を務める。中学校では部活動はせず、バレエに専念した。
中学生の頃、芸能事務所『フロスツゥー』に所属し、モデルを目指し、様々なオーディションを受験した。高校1年生の夏、それまでバレエを習いながら、モデル活動をしてきたが、身長が足りないことでファッションモデルになりきれず、なかなか人生の目標が定まらなかったため、最後の挑戦として乃木坂46の1期生オーディションを受験した。
2011年（平成23年）8月21日、乃木坂46の1期生オーディションに合格、オーディションではaikoの「カブトムシ」を歌った。合格後、学校は転校せずに普通科の高等学校を通い続けた。同年11月14日、乃木坂46公式ブログを開始した。
2012年（平成24年）2月22日、乃木坂46の1stシングル「ぐるぐるカーテン」のカップリング曲「左胸の勇気」「会いたかったかもしれない」でCDデビューした。同年5月2日、乃木坂46の2ndシングル「おいでシャンプー」のカップリング曲「狼に口笛を」で初のセンターを務めた。同年8月22日、乃木坂46の3rdシングル「走れ!Bicycle」で初の選抜メンバーに選ばれた。
2013年（平成25年）3月13日、乃木坂46の5thシングル「君の名は希望」の特典映像に初のソロ曲「まりっか'17」が収録された。特典映像では親戚から貰ったピンク色のビーツ・エレクトロニクスのヘッドフォンが使用され、乃木坂46 Official YouTube Channelにおける個人ムービーの再生回数で1位を獲得した。
2014年（平成26年）3月、高等学校を卒業後、芸術系の大学へ進学した。
2015年（平成27年）3月12日、ファッション誌『CUTiE』で「万理華の脳内」の連載を開始した。同年6月、映画『アイズ』で初の主演を務めた。同年6月5日、グラフィックデザイン専門誌『月刊MdN』で「MARIKA MEETS CREATORS」の連載を開始した。
2016年（平成28年）1月8日、乃木神社で成人式を迎えた。
2017年（平成29年）9月4日放送の『乃木坂工事中』（テレビ愛知）において、乃木坂46の19thシングル「いつかできるから今日できる」で井上小百合とともに初めて福神を務めることが発表された。同年10月2日、自身の公式ブログで、年内での乃木坂46からの卒業を発表した。初の個展「伊藤万理華の脳内博覧会」開催（2017年10月5日 - 15日・東京、10月21日 - 12月3日・京都、11月17日 - 12月3日・福岡）を機としての決意だとしている。同年12月23日、仙台で行われた個別握手会をもって乃木坂46を卒業。
2018年（平成30年）1月31日、乃木坂46公式サイト内の公式ブログが閉鎖された。同年2月20日、自身の誕生日に1st写真集『エトランゼ』を発売。同年3月23日から25日にかけて配信された「NOGIZAKA46 6th Anniversary 乃木坂46時間TV」に出演し、乃木坂46卒業後、初めてメンバーとの共演を果たした。
同年12月23日、乃木坂46合同会社による公式サイトを開設。
2020年（令和2年）11月2日、第33回東京国際映画祭で主演作『サマーフィルムにのって』が特別招待作品として上映された。
2021年（令和3年）7月スタートの『お耳に合いましたら。』（テレビ東京）で地上波連続ドラマ初主演。
同年、『サマーフィルムにのって』で第13回TAMA映画賞最優秀新進女優賞を受賞。

## 人物
愛称は、まりっか、まりか、まりちゃ、ベビたん。キャッチ・フレーズは「乃木坂46のベビーフェイス担当、伊藤万理華」である。伊藤万理華の「万理華」は万（花満開）、理（賢く）、華（華やかで美しく）という意味を込め、祖父から名づけられた。父親はグラフィックデザイナー、母親はファッションデザイナー。兄がいる。

### 嗜好
好きな食べ物は梅、茄子、ビーフジャーキー、ミョウガ。好きなつまみはチャンジャをクリームチーズにのせたもの。将来の目標は女優、ファッション関連の仕事、個展。憧れの人物は宮崎あおい、ikumi、菊池亜希子。爬虫類が好き。
よく聴く音楽はクラシック、ジャズ、ロック。よく聴くアーティストは空想委員会、相対性理論、東京事変、APOGEE、ASIAN KUNG-FU GENERATION、Galileo Galilei。おすすめの曲はLenka「Heart Skips A Beat」、APOGEE「Star Honey」、J.A.M「産業革命」、Galileo Galilei「SIREN」、椎名林檎「カーネーション」。
好きな漫画は『たいようのいえ』『となりの怪物くん』『アオハライド』『花と落雷』。好きなアニメは『あの日見た花の名前を僕達はまだ知らない。』『坂道のアポロン』。芸術ではシュルレアリスムを好む。カーキや紫のような渋く、くすんだ色を好む。

### 趣味
趣味は苔や鉱石の観察・収集、ダンス、ファッションコーディネイト、古着屋・雑貨屋めぐり、抹茶スイーツを食べること、豆乳を飲むこと。
苔はふんわりした苔を好み、とくにホソウリゴケやギンゴケを好む。苔を好きになった理由は、自然が好きで緑色に興味を惹かれたからである。鉱石は人工的に削られた鉱石ではなく、他の石が付着しているような原石のままの鉱石を好み、鉱石のなかに小宇宙をみている。
ファッションコーディネイトは菊池亜希子、デザイナーのeriを参考にしている。小学生の頃から母のお下がりを着て育ち、中学生の頃から『装苑』を読み始めた。ファッションで参考にしている雑誌は装苑、花椿、Rookie、マッシュ。

### 特技
特技は絵を描くこと、クラシックバレエ、ダンス、書道
、変顔。
絵を描くことは、子どもの頃から好きで将来の夢は漫画家、バレリーナ、ファッションデザイナーだった。自作の漫画もある。得意科目は体育、美術で、中学生時代は美術の成績が5だった。
ダンスはクラシックバレエ、ジャズダンス、ヒップホップの経験がある。

### 乃木坂46
乃木坂46では「狼に口笛を」、「生まれたままで」、「ここにいる理由」などのカップリング曲でセンターを務めた。乃木坂46では個人として全員が活躍し、グループとして集まることが理想。
伊藤万理華・井上小百合・中元日芽香で「温泉トリオ （湯けむり3姉妹）」、伊藤寧々・伊藤万理華で「伊藤ちゃんず」という非公式ユニットを結成した。「伊藤ちゃんず」は結成当初「W伊藤」という名称だったが、伊藤万理華が「伊藤ちゃんず」という名称に変更した。
乃木坂46で好きな振付は「バレッタ」。好きなミュージック・ビデオは「シャキイズム」、「あらかじめ語られるロマンス」、「きっかけ」。

## 作品

### シングル
乃木坂46
- 左胸の勇気（2012年2月22日、SRCL-7900/6） - EAN 4988009051550。
- 乃木坂の詩（2012年2月22日、SRCL-7900/1） - EAN 4988009051550。
- 会いたかったかもしれない（2012年2月22日、SRCL-7902/3） - EAN 4988009051567。
- 心の薬（2012年5月2日、SRCL-7966/72） - EAN 4988009052243。
- 狼に口笛を（2012年5月2日、SRCL-7970/1） - EAN 4988009052267。
- 走れ!Bicycle（2012年8月22日、SRCL-8058/64） - EAN 4988009052908。
- 人はなぜ走るのか?（2012年8月22日、SRCL-8060/1） - EAN 4988009052892。
- 音が出ないギター（2012年8月22日、SRCL-8062/3） - EAN 4988009052908。
- 春のメロディー（2012年12月19日、SRCL-8205/6） - EAN 4988009056456。
- 13日の金曜日（2013年3月13日、SRCL-8255/6） - EAN 4988009080840。
- ガールズルール（2013年7月3日、SRCL-8315/21） - EAN 4988009084725。
- 世界で一番 孤独なLover（2013年7月3日、SRCL-8315/21） - EAN 4988009084725。
- 他の星から（2013年7月3日、SRCL-8319/20） - EAN 4988009084749。
- 人間という楽器（2013年7月3日、SRCL-8321） - EAN 4988009084756。
- バレッタ（2013年11月27日、SRCL-8423/30） - EAN 4988009087887。
- 月の大きさ（2013年11月27日、SRCL-8423/30） - EAN 4988009087887。
- そんなバカな・・・（2013年11月27日、SRCL-8425/6） - EAN 4988009087894。
- 生まれたままで（2014年4月2日、SRCL-8524/5） - EAN 4988009092300。
- 吐息のメソッド（2014年4月2日、SRCL-8520/1） - EAN 4988009092270。
- ここにいる理由（2014年7月9日、SRCL-8567/8） - EAN 4988009094236。
- 僕が行かなきゃ誰が行くんだ?（2014年7月9日、SRCL-8569） - EAN 4988009094243。
- あの日 僕は咄嗟に嘘をついた（2014年10月8日、SRCL-8625/6） - EAN 4988009097275。
- 命は美しい（2015年3月18日、SRCL-8780/6） - EAN 4988009104461。
- あらかじめ語られるロマンス（2015年3月18日、SRCL-8780/6） - EAN 4988009104461。
- 太陽ノック（2015年7月22日、SRCL-8840/6） - EAN 4988009110714。
- 羽根の記憶（2015年7月22日、SRC7-6/7） - EAN 4988009110837。
- 今、話したい誰かがいる（2015年10月28日、SRCL-8910/6） - EAN 4988009116754。
- ポピパッパパー（2015年10月28日、SRCL-8910/1） - EAN 4988009116747。
- 悲しみの忘れ方（2015年10月28日、SRCL-8914/5） - EAN 4988009116761。
- 隙間（2015年10月28日、SRCL-8956） - EAN 4988009116778。
- ハルジオンが咲く頃（2016年3月23日、SRCL-9025/33） - EAN 4988009124896。
- 遥かなるブータン（2016年3月23日、SRCL-9025/33） - EAN 4988009124896。
- シークレットグラフィティー（2016年7月27日、SRCL-9145/6） - EAN 4988009131429。
- 行くあてのない僕たち（2016年7月27日、SRCL-9144） - EAN 4988009130484。
- サヨナラの意味（2016年11月9日、SRCL-9258/66） - EAN 4547366278897。
- 孤独な青空（2016年11月9日、SRCL-9258/66） - EAN 4547366278897。
- インフルエンサー（2017年3月22日、SRCL-9370/8） - EAN 4547366297539。
- Another Ghost（2017年3月22日、SRCL-9372/3） - EAN 4547366297522。
- 逃げ水（2017年8月9日、SRCL-9489/97） - EAN 4547366319156。
- 女は一人じゃ眠れない（2017年8月9日、SRCL-9489/97） - EAN 4547366319156。
- ひと夏の長さより…（2017年8月9日、SRCL-9489/90） - EAN 4547366319156。
- 泣いたっていいじゃないか?（2017年8月9日、SRCL-9497） - EAN 4547366319187。
- いつかできるから今日できる（2017年10月11日、SRCL-9572/80）  - EAN 4547366330311。
- 不眠症（2017年10月11日、SRCL-9572/80）  - EAN 4547366330311。

まゆ坂46
- ツインテールはもうしない（2012年7月25日、SRCL-8030/1） - EAN 4988009052632。

坂道AKB
- 誰のことを一番 愛してる?（2017年3月15日、KIZM-90481/2） - EAN 4988003500702。

### アルバム
乃木坂46
- 透明な色（2015年1月7日、SRCL-8662/7） - EAN 4988009099934。
- それぞれの椅子（2016年5月25日、SRCL-9078/86） - EAN 4988009128580。
- 生まれてから初めて見た夢（2017年5月24日、SRCL-9437/44） - EAN 4547366307825。
- 僕だけの君〜Under Super Best〜（2018年1月10日、SRCL-9630/7） - EAN 4547366336214[注 8]。
- Time flies（2021年12月15日、SRCL-12020/30） - EAN 4547366534184。

### 映像作品
- 伊藤万理華×柳沢翔（2012年2月22日） - EAN 4988009051581。
- 伊藤万理華×有元沙矢香、山本真希（2012年5月2日） - EAN 4988009052250。
- さばドル（2012年7月25日） - EAN 4534530055859。
- 伊藤万理華×丸山健志（2012年8月22日） - EAN 4988009052908。
- 伊藤万理華×林隆行（2012年12月19日） - EAN 4988009056449。
- 指原莉乃プロデュース『第一回ゆび祭り〜アイドル臨時総会〜』（2012年12月26日） - EAN 4988064916603。
- 伊藤万理華×福島真希（2013年3月13日） - EAN 4988009080864。
- 16人のプリンシパル@PARCO劇場ダイジェスト（2013年7月3日） - EAN 4988009084725。
- 初夏の全力! 乃木坂46大運動会（2013年7月3日） - EAN 4988009084732。
- Making of 6th Single（2013年7月3日） - EAN 4988009084749。
- BAD BOYS J（2013年9月11日） - EAN 4988021719872。
- 伊藤万理華×湯浅弘章（2013年11月27日） - EAN 4988009087900。
- 乃木坂46 1ST YEAR BIRTHDAY LIVE 2013.2.22 MAKUHARI MESSE（2014年2月5日） - EAN 4988009090900。
- NOGIBINGO!（2014年3月7日） - EAN 4988021109758。
- 海の上の診療所（2014年3月19日） - EAN 4988632146821。
- Creator's Etude 三木聡編（2014年4月2日） - EAN 4988009092270。
- 乃木坂の4人（2014年4月2日） - EAN 4988009092300。
- 劇場版 BAD BOYS J -最後に守るもの-（2014年5月28日） - EAN 4988021713108。
- 伊藤万理華×関和亮（2014年7月9日） - EAN 4988009094229。
- NOGIBINGO!2（2014年9月12日） - EAN 4988021299015。
- 伊藤万理華（2014年9月25日） - EAN 4988009097268。
- 生駒里奈&伊藤万理華（2015年3月18日） - EAN 4988009094229。
- NOGIBINGO!3（2015年4月24日） - EAN 4988021729635。
- 乃木坂46 2ND YEAR BIRTHDAY LIVE 2014.2.22 YOKOHAMA ARENA（2015年6月17日） - EAN 4988009110097。
- 伊藤万理華&桜井玲香（2015年7月22日） - EAN 4988009110790。
- NOGIBINGO!4（2015年10月16日） - EAN 4988021729734。
- 伊藤万理華（2015年10月28日） - EAN 4988009116754。
- 悲しみの忘れ方 Documentary of 乃木坂46（2015年11月18日） - EAN 4988104099327。
- アイズ（2015年12月2日） - EAN 4907953061880。
- ALL MV COLLECTION〜あの時の彼女たち〜（2015年12月23日） - EAN 4988009121390。
- 初森ベマーズ（2016年1月20日） - EAN 4988104099433。
- NOGIBINGO!5（2016年2月19日） - EAN 4988021729871。
- 伊藤万理華（2016年3月23日） - EAN 4988009124919。
- 乃木坂46 3rd YEAR BIRTHDAY LIVE 2015.2.22 SEIBU DOME（2016年7月6日） - EAN 4988009129518。
- ショートムービー「行くあてのない僕たち」（2016年7月27日） - EAN 4988009131429。
- NOGIBINGO!6（2016年9月30日） - EAN 4988021714662。
- 伊藤万理華（2017年3月22日） - EAN 4547366297539。
- 乃木坂46 4th YEAR BIRTHDAY LIVE 2016.8.28-30 JINGU STADIUM（2017年6月28日） - EAN 4547366310580。
- 傷だらけの悪魔（2017年7月5日） - EAN 4547462111685。
- NOGIBINGO!7（2017年8月4日） - EAN 4988021146081。
- 乃木坂46 5th YEAR BIRTHDAY LIVE 2017.2.20-22 SAITAMA SUPER ARENA（2018年3月28日） - EAN 4547366344523。
- 映画『あさひなぐ』（2018年5月16日） - EAN 4988104116864。
- 乃木坂46 真夏の全国ツアー2017 FINAL! IN TOKYO DOME（2018年7月11日） - EAN 4547366363999。
- NOGIBINGO!9（2018年10月19日） - EAN 4988021147392。
- 賭ケグルイ season2 DVD BOX（2019年8月2日） - EAN 4589921410175。
- 映画 賭ケグルイ（2019年10月16日） - EAN 4589921410410。
- ALL MV COLLECTION2〜あの時の彼女たち〜（2020年9月9日） - EAN 4547366461909。
- サマーフィルムにのって（2022年4月27日） - EAN 4547366551471, EAN 4547366551488。
- 乃木坂46 10th YEAR BIRTHDAY LIVE（2023年2月22日） - EAN 4547366594324, EAN 4547366594447。
- そばかす Blu-ray（2023年9月29日）[78]

## 出演

### テレビドラマ
- BAD BOYS J（2013年4月7日 - 6月23日、日本テレビ）三上実由 役[79]
- 海の上の診療所 第1話（2013年10月14日、フジテレビ）女子大生 役[80]
- ガールはフレンド（2018年11月27日、TOKYO MX）主演・マリ 役[81]
- 賭ケグルイ Season2（2019年4月1日 - 29日、MBS / 4月3日 - 5月1日、TBS）犬八十夢 役[82]
- 潤一 第6話（2019年8月17日、関西テレビ）美夏 役[83]
- 水ドラ25 東京デザインが生まれる日（2020年12月3日 - 24日、テレビ東京）遠藤七菜香 役[84]
- 夢中さ、きみに。（2021年1月8日 - 2月5日、MBS、他5局）篤子 役[85]
- エージェントファミリー〜我が家の特殊任務〜（2021年3月21日、関西テレビ（関西ローカル））上杉晴夏 役[86]
- お耳に合いましたら。（2021年7月9日 - 10月1日、テレビ東京）主演・高村美園 役[40][87]
- バンクオーバー!〜史上最弱の強盗〜（2021年9月19日 - 26日、日本テレビ）後藤雫 役[88]
- WOWOWオリジナルドラマ ワンナイト・モーニング 第2話「ハニートースト」（2022年8月12日、WOWOW）リリー（静子） 役[89]
- 旅するサンドイッチ（2022年9月23日、テレビ東京）主演・榎本くるみ 役[90]
- 日常の絶景（2023年9月20日 - 10月4日、テレビ東京）主演・町村景 役[91]
- 時をかけるな、恋人たち（2023年10月10日 - 12月19日、関西テレビ）天野りおん 役[92]
- ミワさんなりすます（2023年10月16日 - 12月7日、NHK総合）五十嵐凛 役[93]
- PORTAL-X 〜ドアの向こうの観察記録〜（2024年1月12日 - 3月1日、WOWOW）主演・ルナ 役（柄本時生とW主演）[94]
- 燕は戻ってこない（2024年4月30日 - 7月2日、NHK総合・NHK BSプレミアム4K）河辺照代 役[95]
- パーセント（2024年5月11日 - 6月1日、NHK総合・NHK BSプレミアム4K）主演・吉澤未来 役[96]
- 欲望（蜘蛛の糸のように）（2025年4月4日、日本映画専門チャンネル） 佐々木路美 役[97]
- いつか、無重力の宙で（2025年9月8日〈予定〉 - 、NHK総合）木内晴子 役[98]

### WEBドラマ
- 私たちも伊藤万理華ですが（2020年10月9日 - 12月25日、LINE VISION）主演[99]
- バンクオーバー! 特別編（2021年9月、Hulu）主演・後藤雫 役[88]
- 湯あがりスケッチ 第1話・第5話・第8話（2022年2月3日・3月3日・24日、ひかりTV）佐伯朋花 役[100]
- ショート・プログラム「Dreamer」（2022年3月14日、Amazon Prime Video）美帆 役[101]

### その他のテレビ番組
- テクネ 映像の教室（2017年9月3日、NHK Eテレ）[102]
- 『サマーフィルムにのって』もうひとつの青春の1ページ（2021年6月29日、TOKYO MX）[103]
- 地球は放置してても育たない（2022年3月28日 - 、NHK Eテレ）地球（レベル.1） 役[104][注 9]

### WEB動画
- NHK for School スペシャルムービー「じぶん かくど かわる」（2022年3月9日、NHK）[106]

### 映画
- 劇場版BAD BOYS J（2013年11月9日、ショウゲート）三上実由 役[107]
- アイズ（2015年6月6日、ジョリー・ロジャー）主演・山本由佳里 役[108]
- アニバーサリー「記念日が行方不明」（2016年10月22日、ティ・ジョイ） - 主演・絢子 役 （栗原類とW主演）[109]
- 傷だらけの悪魔（2017年2月4日、KADOKAWA）マリコ 役[110]
- あさひなぐ（2017年9月22日、東宝）野上えり 役[111]
- 映画 賭ケグルイ（2019年5月3日、ギャガ）犬八十夢 役[112]
- サマーフィルムにのって（2021年8月6日、ファントム・フィルム）主演・ハダシ 役[38]
- もっと超越した所へ。（2022年10月14日、ハピネットファントムスタジオ）安西美和 役[113]
- そばかす（2022年12月16日、ラビットハウス）篠原睦美 役[114]
- まなみ100%（2023年9月29日、SPOTTED PRODUCITONS）瀬尾 役[115]
- 女優は泣かない（2023年12月1日、マグネタイズ）瀬野咲 役[116]
- チャチャ（2024年10月11日、メ〜テレ / カルチュア・パブリッシャーズ）主演・チャチャ 役[117]
- オアシス（2024年11月15日、SPOTTED PRODUCTIONS）紅花 役[118]
- 港に灯がともる（2025年1月17日、太秦）金子美悠 役[119][120]
- 悪い夏（2025年3月20日、クロックワークス）宮田有子 役[121]

### 短編映画
- 息をするように（2021年9月18日[注 10]、ブリッジヘッド）主演・アキ 役[123]

### 舞台
- じょしらく（2015年6月18日・20日 - 21日・23日・27日、AiiA 2.5 Theater Tokyo）防波亭手寅 役[124][125]
- すべての犬は天国へ行く（2015年10月1日 - 12日、AiiA 2.5 Theater Tokyo）クレメンタイン 役[126]
- 墓場、女子高生（2016年10月14日 - 22日、東京ドームシティ シアターGロッソ）主演・日野陽子 役[127]
- 仮面山荘殺人事件（2019年9月28日 - 10月6日、東京：サンシャイン劇場 / 10月11日 - 13日、大阪：サンケイホールブリーゼ / 10月19日、新潟：りゅーとぴあ）篠雪絵 役[128]
- 月刊「根本宗子」第17号「今、出来る、精一杯。」（2019年12月13日 - 19日、新国立劇場 中劇場）篠崎ななみ 役[129]
- 仮面夫婦の鑑 朗読編（2020年10月8日、PARCO劇場）[130]
- 月刊「根本宗子」第18号「もっとも大いなる愛へ」（2020年11月4日 - 8日、本多劇場）主演[131]
- DOORS（2021年5月16日 - 30日、東京：世田谷パブリックシアター / 6月3日、群馬：太田市民会館 / 6月6日、新潟：りゅーとぴあ / 6月9日、富山：富山県民会館ホール / 6月19日 - 20日、福岡：ももちパレス 大ホール）理々子 役[132]
- 宝飾時計（2023年1月9日 - 29日、東京：東京芸術劇場プレイハウス / 2月2日 - 6日、大阪：森ノ宮ピロティホール / 2月10日 - 12日、佐賀：鳥栖市民文化会館大ホール / 2月17日 - 19日、愛知：東海市芸術劇場 大ホール / 2月25日 - 26日、長野：サントミューゼ大ホール）田口杏香 役[133]
- ビームスねもしゅー劇場（2024年11月8日 - 9日、ビームス ウィメン 原宿）[注 11][134][135]
- リプリー、あいにくの宇宙ね（2025年5月4日 - 25日、東京：本多劇場 / 6月3日、高知：高知県立県民文化ホール オレンジホール / 6月6日 - 8日、大阪：森ノ宮ピロティホール）主演・航海士 ユーリ 役[136][137]

### テレビアニメ
- cocoon 〜ある夏の少女たちより〜（2025年8月25日〈予定〉、NHK総合 / 先行放送 3月30日、NHK BS） - サン 役[138][139]

### ラジオ
- 伊藤万理華 my cue to run!（2021年12月28日[140]・2022年12月9日[141]、文化放送）

### CM
- PlayStation 4ソフト GRAVITY DAZE 2「GRAVITY CAT / 重力的眩暈子猫編」Web CM（2017年、ソニー・インタラクティブエンタテインメント）[142]
- PSO2 ニュージェネシス（2021年6月7日、セガ）[143]
- ナタリー 15周年記念ムービー（2022年2月1日 - 、ナターシャ）[144][145]
- カンロ ピュレグミ
  - 「ときめく風に、乗れ。」（2022年4月8日 - ）[146]
  - 「トキメキって恋だけじゃない」（2023年4月5日 - ）[147]
  - 「トキメキよ、私をつれていけ。」（2024年4月5日 - ）[148]
  - 「おいしいトキメキ」（2025年3月27日 - 〈Web〉 / 4月4日 - 〈TV〉）見上愛と共演[149]。
- 不動産情報アプリ「CANARY」（2023年1月10日 - ）ヒコロヒーと共演[150]。
- サントリー「サントリージン翠」Web CM（2024年6月 - ）[151]
- マクドナルド「なげっと’15」Web CM（2025年4月- ）乃木坂46時代に制作された個人PV「まりっか’17」のオマージュ[152]。

### 広告
- ウンナナクール（2018年）[153]
- MOOSIC LAB 2018イメージモデル（2018年11月17日 - 12月14日、新宿K's cinema・アップリンク渋谷）[154]

### ミュージック・ビデオ
- KANA-BOON「マーブル」（2020年3月4日）[155]
- パソコン音楽クラブ「KICK&GO（feat. 林青空）」（2022年7月27日配信リリース）[156]
- Vaundy「そんなbitterな話」（2023年3月13日リリースMV公開3月20日）[157]
- クリープハイプ「喉仏」（2024年4月17日配信リリース）[158]
- wacci「どんな小さな」（2024年10月12日配信リリース）[159]

### イベント
- ようこそ、ISETAN 宇宙支店へ 〜わたしたちの未来の百貨店〜（2015年12月26日 - 2016年1月12日、伊勢丹新宿店本館2階） - 航空代理店 nn air キャビンアテンダント[160]。
- GirlsAward 2016 AUTUMN/WINTER（2016年10月8日、国立代々木競技場第一体育館）[161]
- 伊藤万理華の脳内博覧会（2017年10月5日 - 15日、GALLERY X BY PARCO / 10月21日 - 12月3日〈KYOTO NIPPON FESTIVAL〉、北野天満宮文道会館 / 11月17日 - 12月3日〈mini〉、FUKUOKA PARCO）[32][162][33][163]
- 伊藤万理華 EXHIBITION “HOMESICK”（2020年1月24日 - 2月11日、GALLERY X BY PARCO / 2月28日 - 3月17日、梅田ロフト / 3月31日 - 4月10日、名古屋パルコ東館 / 8月7日 - 23日、福岡パルコ新館 / 12月4日 - 27日、広島パルコ新館　/ 2021年1月9日 - 24日、札幌パルコ）[164][165]

## 書籍

### 写真集
- エトランゼ（2018年2月20日、集英社インターナショナル）[166]

### 連載
- CUTiE（2015年3月12日 - 8月11日、宝島社）万理華の脳内[167]
- 月刊MdN（2015年6月5日 - 2017年12月、エムディエヌコーポレーション）MARIKA MEETS CREATORS[168]
- 装苑（2018年3月 - 、文化出版局）伊藤万理華のときめき録[169]
- リアルサウンド（2020年9月10日 - 、blueprint）Marika’s Labo[170]

### 小説
- 羽ばたくシガイ（2014年4月15日 - 、IZURU KUMASAKA）作・熊坂出、絵・伊藤万理華[171]
- さらばアンサツシャ（2014年 - 、IZURU KUMASAKA）作・熊坂出、絵・伊藤万理華[172]
- 神隠しのボレロ（2014年 - 、IZURU KUMASAKA）作・熊坂出、絵・伊藤万理華[172]

### 著書
- 雑誌 LIKEA（ライカ）（2022年12月20日、PARCO出版）実兄との音楽対談を含む[173][174]

### その他
- ピュレグミ きゅんときらめくラメ＆グリッターコスメパレット BOOK（2023年9月28日、宝島社、ISBN 978-4-299-04691-8）表紙、メイク例[175]

## 受賞歴
- 第13回TAMA映画賞 最優秀新進女優賞（『サマーフィルムにのって』『息をするように』）[176]
- 第31回日本映画批評家大賞 新人女優賞（小森和子賞）（『サマーフィルムにのって』）[177]